# Lijst van Eurocommissarissen voor Financiële Diensten
De functie van Europees commissaris voor Financiële Diensten is sinds het aantreden van de Commissie-Ortoli (1973) een functie binnen de Europese Commissie. Sinds de functie werd gecreëerd heeft de post diverse benamingen gekend. Sinds 2014 gebruikt men de huidige aanduiding.

## Benamingen
- Financiële instellingen (1973-1985, 1989-1999)
- Financiële instrumenten (1986-1989)
- Financiële diensten (2014-)

## Commissarissen
|  | Naam                      | Lidstaat            | Nationale partij   | Periode   | Commissies                 |
|  | ------------------------- | ------------------- | ------------------ | --------- | -------------------------- |
|  | Henri François Simonet    | België              | PRL                | 1973-1977 | Ortoli                     |
|  | Christopher Tugendhat     | Verenigd Koninkrijk | Conservative Party | 1977-1985 | Jenkins Thorn              |
|  | Geen commissaris          |                     |                    | 1985-1986 | Delors I                   |
|  | Abel Matutes              | Spanje              | PP                 | 1986-1989 | Delors I                   |
|  | Leon Brittan              | Verenigd Koninkrijk | Conservative Party | 1989-1993 | Delors II                  |
|  | Raniero Vanni d'Archirafi | Italië              | Onafhankelijk      | 1993-1995 | Delors III                 |
|  | Mario Monti               | Italië              | Onafhankelijk      | 1995-1999 | Santer                     |
|  | Geen commissaris          |                     |                    | 1999-2014 | Prodi Barroso I Barroso II |
|  | Jonathan Hill             | Verenigd Koninkrijk | Conservative Party | 2014-2016 | Juncker                    |
|  | Valdis Dombrovskis        | Letland             | Vienotiba          | 2016-     | Juncker Von der Leyen      |